# Ташиев, Камчыбек Кыдыршаевич
Камчыбек Кыдыршаевич Ташиев (кирг. Ташиев Камчыбек Кыдыршаевич, род. 27 сентября 1968, село Барпы, Джалал-Абадская область) — кыргызский государственный деятель. Заместитель Председателя Кабинета Министров - председатель Государственного комитета национальной безопасности Кыргызской Республики. Генерал-полковник.
Министр чрезвычайных ситуаций Кыргызстана (2007—2009), экс-депутат Жогорку Кенеша, председатель политической партии «Ата-Журт». Герой Кыргызской Республики (2022). 
Президент Кыргызского футбольного союза (с 2024 года). Вице-президент Национальной федерации бокса Кыргызстана.

## Биография
Камчыбек Ташиев родился в селе Барпы Сузакского района Джалал-Абадской области.
В 1992 году окончил Томский политехнический университет по специальности «инженер, химик-технолог».
В 1993 году стал директором производственно-коммерческой фирмы «Мээрим-Ай» в селе Барпы Сузакского района. В апреле 1995 года назначен генеральным директором производственно-коммерческой фирмы «Томас» в Джалал-Абаде. В 1998 году курирует спорт-клуб «Таймурас». С июня 2000 по 2002 год работал управляющим сельскохозяйственным кооперативом «Элет-Кенч» в Барпы. С 2002 года в аппарате правительства. В 2005 году выдвинут депутатом парламента от партии Алга, Кыргызстан!.
В 2007 назначен министром по чрезвычайным ситуациям. В 2009 году ушёл в отставку из-за разногласий с премьер-министром Данияром Усеновым. Посему оказал содействие установлению новой власти в 2010 году, но отказался от назначения губернатором Джалал-Абадской области. Создал дружину для обеспечения стабильности во время июньских событий.
С 2010 по 2013 год депутат Жогорку Кенеша V созыва.
В 2011 году выдвинут партией «Ата-Журт» кандидатом на президентские выборы Кыргызстана, по итогам выборов занял 3 место.
В 2011 году награждён Почётной грамотой Кыргызской Республики.
В 2014 году в результате объединения партий «Ата-Журт» (Камчыбек Ташиев) и «Республика» (Омурбек Бабанов) образована партия «Республика-Ата Журт», которая на парламентских выборах в 2015 году заняла 2 место и получила 28 мест в парламенте страны.
16 октября 2020 года был назначен председателем ГКНБ.

## Семья
Сын Тимурлан в 2013 году был задержан по обвинению в соучастии кражи колес с автомашин. Позже дело было закрыто в связи с истечением срока давности, по одному эпизоду дело прекращено в связи заявлением потерпевшей стороны о том, что она не имеет претензий к обвиняемым.

## Обвинения в коррупции
20 января 2022 года журналисты[какие?] обнародовали расследование сомнительных схем при экспорте мазута, произведенного госкомпанией «Кыргызнефтегаз», к которым могут иметь отношение родственники Камчыбека Ташиева. Сам же он отрицает все обвинения, назвав расследование «откровенной ложью» и «клеветой».